# Nana (album)
A Nana Nana Kwame Abrokwa, művésznevein Nana és Darkman, Hamburgban élő ghánai származású rapper első, 1997-es albuma. A rap műfaján messze túlmutató album igen sikeres lett, Németországban negyedik helyezésig jutott és aranylemez lett. A melankolikus hangulatú albumot Nana akkoriban elhunyt édesanyja emlékének ajánlotta.

## Az album előzményei
Nana tízéves korában édesanyjával érkezett Ghánából Hamburgba, édesapja még korábban meghalt. A kilencvenes évek eleje óta DJ volt, valamint kisebb rap közreműködései is voltak lemezeken. 1995-ben csatlakozott Bülent Aris és Toni Cottura producerek Darkness eurodance projektjéhez, In My Dreams dala sikeres lett. Noha nem szimpatizált az itt végzett munkájával, innen ered későbbi neve a Darkman. 1996-ban Aris és Cottura megalapította a Booya Music céget, Nana lett az első szerződött művészük. Két kislemez készült vele, ezek a Darkman és a Lonely. Miután mindkét dal meglepően sikeres lett, elkészítették Nana első albumát, mely 1997-ben jelent meg.

## Az album ismertetése
...that's my nigga called Nana the darkman's coming the darkman's coming
A sötét és melankolikus, helyenként szinte temetői hangulatú, az utolsó kivételével kizárólag lassú dalokat tartalmazó album messze túlmutat egy átlag rap lemezen. A dalok többsége magányról, veszteségről, halálról, kirekesztettségről szól, de az album ennek ellenére mindvégig dallamos, és lassúsága ellenére ritmusos. Nana az albumon rappel, mellette a Booya Music több művésze is közreműködik. A kíséretben a szimfonikus nagyzenekar, éteries hangzású szintetizátor, férfi és női ének, operaénekes, gyerekkórus mellett csembaló és harangzúgás is hallható. Az utolsó dal, a Mission egy amerikai stílusú rap szám, melyen a Booya Music összes művésze külön-külön is bemutatkozik rövid ének és rap szólókkal. Az album Németországban a Motor Music kiadásában jelent meg 537756-2 katalógusszámon.

## Klipek
A Lonely  a 14 nap életfogytiglan című német börtönthriller záródala. A film utolsó jelenetében és a címfelirat alatt hallható. A Darkman,  Lonely, Let It Rain, One Second és a He's Coming dalokból klip is készült.
Az első hármat a svédországi Göteborgban forgatták. Utóbbi az év egyik legeredetibb klipje, a Terminátorként a Földre érkező Nana kommandós embereivel elfoglal egy operaházat, a klasszikus rizsporos parókás operaelőadást rapkoncertté változtatva.

## Az album fogadtatása
Az album Németországban a negyedik helyezést érte el, aranylemez lett. Már korábban kiadott két dala is felkerült a slágerlistára. A Darkman kilencedik, a Lonely első helyezett és platinalemez lett Németországban, elérte a legsikeresebb euro-rap dal címet. Az albumról később kimásolt Let It Rain 12., a He's Coming negyedik lett. Az album és dalai Európa több országában, köztük Magyarországon is népszerűek voltak.

## Dalok
- Intro
- One Second
- Darkman
- Why?
- My Peeps
- Lonely
- He's Comin'
- Darkman Reamaks
- Let It Rain
- 1, 2, 3 Are U Ready?
- Mission (Booya)

## Klipek
- https://www.youtube.com/watch?v=Ewhtjrx5ptg Darkman klip
- https://www.youtube.com/watch?v=N9lbCrjqMKw He's Comin' klip